# Na fali szoku
Na fali szoku (tyt. oryg. The Shockwave Rider) – dystopijna powieść fantastycznonaukowa brytyjskiego pisarza Johna Brunnera. Jej tytuł nawiązuje do książki Future Shock Alvina Tofflera. Premierę miała w 1975 roku w USA, nakładem wydawnictwa Harper & Row. W Polsce ukazała się po raz pierwszy w 2015 roku nakładem wydawnictwa MAG w przekładzie Michała Jakuszewskiego.
W powieści pojawiają się motywy cyberpunkowe.

## Fabuła
Pierwsza połowa XXI wieku. Rządy zaprzestały wyścigu zbrojeń na rzecz wyścigu mózgów. Społeczeństwo żyje pod ciągłą presją konieczności zachowania zdrowia psychicznego za wszelką cenę, poddając się i swoje dzieci terapiom behawioralnym według najnowszych teorii psychologicznych. Nick Haflinger, uciekinier ze specjalnej jednostki edukacyjnej w USA, jest w stanie zmieniać osobowości jak kameleon bez załamania psychicznego. Ścigany przez rząd, poznaje kobietę i wpada na plan obalenia systemu.